# Presencio
Presencio est une commune d'Espagne dans la communauté autonome de Castille-et-León, province de Burgos. Elle s'étend sur 35,35 km2 et comptait environ 191 habitants en 2011.